# 康美包
康美包（SIG Combibloc Group AG）。是一間位於瑞士的跨國企業。專於提供鋁箔包充填與包裝技術，及其授權。

## 歷史

### 包装业
1906年生产了第一台包装机。SIG公司的早期包装项目集中在中小商品，当时的核心应用领域为巧克力棒、块状汤品以及后来的烘焙产品和黄油。1982年美国食品药品监督管理局(FDA)通过过氧化氢灭菌。1983年6月，收购了威斯康辛州的Doboy包装公司。9月1日，SIG COMBIBLOC INC.在俄亥俄州哥伦布市注册成立，1984年开始生产。
1989年，收购德国林尼希的PKL Papier和Klebstoffwerke Linnich，进入无菌纸盒液态食品包装领域，如牛奶、果汁、汤羹和酱汁。2000年起，公司集中在食品和饮料包装技术。
从2015年起，SIG康美包隶属于加拿大私募股权投资公司Onex Corporation。

## 標誌
以SIG三字為其標誌。

## 备注
1. ↑  PKL公司于1929年申请的Perga灌装机专利为欧洲第一款灵活性包装

## 外部連結
- 官方网站